# Syncopy Films
Syncopy Films (auch bekannt als Syncopy) ist eine britische Filmproduktionsgesellschaft, die vom britischen Regisseur, Filmproduzenten und Drehbuchautor Christopher Nolan und seiner Frau Emma Thomas gegründet wurde.

## Filmographie
| Jahr | Film                  | Regisseur         | Anmerkungen                                                                                       |
| ---- | --------------------- | ----------------- | ------------------------------------------------------------------------------------------------- |
| 1998 | Following             | Christopher Nolan | Co-Produktion mit Next Wave Films                                                                 |
| 2005 | Batman Begins         | Christopher Nolan | Co-Produktion mit Legendary Pictures und DC Comics                                                |
| 2006 | Prestige              | Christopher Nolan | Co-Produktion mit Newmarket Films                                                                 |
| 2008 | The Dark Knight       | Christopher Nolan | Co-Produktion mit Legendary Pictures und DC Comics                                                |
| 2010 | Inception             | Christopher Nolan | Co-Produktion mit Legendary Pictures                                                              |
| 2012 | The Dark Knight Rises | Christopher Nolan | Co-Produktion mit Legendary Pictures und DC Comics                                                |
| 2013 | Man of Steel          | Zack Snyder       | Co-Produktion mit Legendary Pictures, DC Comics und Cruel and Unusual Films                       |
| 2014 | Transcendence         | Wally Pfister     | Co-Produktion mit Alcon Entertainment, Straight Up Films und DMG Entertainment                    |
| 2014 | Interstellar          | Christopher Nolan | Co-Produktion mit Warner Bros., Paramount Pictures, Legendary Pictures und Lynda Obst Productions |
| 2017 | Dunkirk               | Christopher Nolan | Co-Produktion mit Warner Bros. und RatPac-Dune Entertainment                                      |
| 2020 | Tenet                 | Christopher Nolan | Co-Produktion mit Warner Bros.                                                                    |
| 2023 | Oppenheimer           | Christopher Nolan | Co-Produktion mit Universal Pictures                                                              |